# Joop van Os
Joop van Os van den Abeelen (Schoonhoven, 9 april 1925 – Amstelveen, 2 augustus 1995) was een Nederlands journalist en presentator.
Van Os begon in Nederlands Indië als dienstplichtig militair en deed daar zijn eerste journalistieke ervaring op. In Nederland was hij journalist en parlementair verslaggever bij Het Parool en NRC. Van 1962-1965 verlegde hij zijn werkzaamheden naar de televisie en werd parlementair verslaggever en commentator  bij de VARA bij Achter het Nieuws.
Toen hij gevraagd werd als voorlichter voor de PvdA stopte hij met zijn televisiewerk. In 1968 keerde hij weer terug naar de televisie nu bij de NTS als parlementair verslaggever voor Den Haag Vandaag, tot 1970 een rubriek van het actualiteitenprogramma Scala. Van 1969 tot 1987 bleef hij werkzaam bij de opvolger van de NTS, de NOS het laatst als correspondent in Brussel. Van Os overleed op 2 augustus 1995 op 70-jarige leeftijd.     
Hij was in 1952 gehuwd met Phili Viehoff (1924-2015). Presentatrice Martine van Os is zijn dochter.